# Jakob Andkjær
Jakob Sciøtt Andkjær (Vallensbæk, 7 mei 1985) is een Deense zwemmer. Hij vertegenwoordigde zijn vaderland op de Olympische Zomerspelen 2008 in Peking. 

## Carrière
Bij zijn internationale debuut, op de Europese kampioenschappen kortebaanzwemmen 2003 in Dublin, werd Andkjær uitgeschakeld in de halve finales van de 50 meter vlinderslag en in de series van de 50 en de 100 meter vrije slag en de 100 meter vlinderslag. 
Tijdens de Europese kampioenschappen zwemmen 2004 in Madrid eindigde de Deen als achtste op de 50 meter vlinderslag, op de 50 meter vrije slag en de 100 meter vlinderslag strandde hij in de series. In Indianapolis nam Andkjær deel aan de wereldkampioenschappen kortebaanzwemmen 2004. Op dit toernooi werd hij uitgeschakeld in de halve finales van de 100 meter vrije slag en de 50 en de 100 meter vlinderslag en in de series van de 50 meter vrije slag. Op de Europese kampioenschappen kortebaanzwemmen 2004 in de Oostenrijkse hoofdstad Wenen eindigde de Deen als zesde op de 50 meter vlinderslag, op de 100 meter vlinderslag strandde hij in de halve finales en op de 50 en de 100 meter vrije slag in de series. 

### 2005-2008
Tijdens de wereldkampioenschappen zwemmen 2005 in Montreal werd Andkjær uitgeschakeld in de halve finales van de 50 meter vlinderslag en in de series van de 100 meter vrije slag en de 100 meter vlinderslag. Op de Europese kampioenschappen kortebaanzwemmen 2005 in Triëst strandde de Deen in de halve finales van de 50 en 100 meter vrije slag en de 50 meter vlinderslag, op de 200 meter vrije slag en de 100 meter vlinderslag waren de series zijn eindstation.
Op de wereldkampioenschappen kortebaanzwemmen 2006 in Shanghai werd Andkjær uitgeschakeld in de halve finales van de 50 meter vlinderslag en de 50 en de 100 meter vrije slag, op de 200 meter vrije slag en de 100 meter vlinderslag waren de series zijn eindstation. Tijdens de Europese kampioenschappen zwemmen 2006 in Boedapest sleepte de Deen de bronzen medaille in de wacht op de 50 meter vlinderslag, op de 100 meter vrije slag en de 100 meter vlinderslag strandde hij in de halve finales en in de series van de 50 meter vrije slag. In Helsinki nam Andkjær deel aan de Europese kampioenschappen kortebaanzwemmen 2006. Op dit toernooi werd hij uitgeschakeld in de halve finales van de 50 en de 100 meter vrije slag en de 50 en de 100 meter vlinderslag en in de series van de 200 meter vrije slag. 
Tijdens de Wereldkampioenschappen zwemmen 2007 in Melbourne veroverde Andkjær de bronzen medaille op de 50 meter vlinderslag, op de 50 en de 100 meter vrije slag en de 100 meter vlinderslag strandde hij in de series. Op de Europese kampioenschappen kortebaanzwemmen 2007 in Debrecen eindigde de Deen als zesde op de 50 meter vlinderslag en de 100 meter vrije slag, op de 50 meter vrije slag en de 100 meter vlinderslag werd hij uitgeschakeld in de halve finales.
Op de Europese kampioenschappen zwemmen 2008 in Eindhoven eindigde Andkjær als vijfde op de 50 meter vlinderslag, op de 50 meter vrije slag werd hij uitgeschakeld in de halve finales en op de 100 meter vrije slag en de 100 meter vlinderslag in de series. Samen met Jacob Carstensen, Jon Rud en Emil Dall-Nielsen eindigde hij als zesde op de 4x200 meter vrije slag. Tijdens de Olympische Zomerspelen van 2008 in Peking strandde de Deen in de series van de 50 en de 100 meter vrije slag en de 100 meter vlinderslag. Op de Europese kampioenschappen kortebaanzwemmen 2008 in Rijeka eindigde Andkjær als achtste op de 100 meter vrije slag, op de 50 en de 100 meter vlinderslag en de 50 meter vrije slag werd hij uitgeschakeld in de series.

### 2009-heden
In Rome nam de Deen deel aan de wereldkampioenschappen zwemmen 2009. Op dit toernooi eindigde hij als vierde op de 50 meter vlinderslag, daarnaast strandde hij in de series van zowel de 100 meter vrije slag als de 100 meter vlinderslag. Tijdens de Europese kampioenschappen kortebaanzwemmen 2009 in Istanboel eindigde Andkjær als negende op de 50 meter vlinderslag, op de 50 en de 100 meter vrije slag werd hij uitgeschakeld in de halve finales en op de 100 meter vlinderslag in de series. Op de 4x50 meter vrije slag eindigde hij samen met Emil Dall-Nielsen, Frederik Siem Pedersen en Mads Glæsner op de tiende plaats.
Op de Europese kampioenschappen zwemmen 2010 in Boedapest eindigde de Deen als zevende op de 50 meter vlinderslag, op al zijn overige afstanden strandde hij in de series. Samen met Mathias Gydesen, Chris Christensen en Mads Glæsner werd hij uitgeschakeld in de series van de 4x100 meter wisselslag.
In Szczecin nam Andkjær deel aan de Europese kampioenschappen kortebaanzwemmen 2011. Op dit toernooi strandde hij in de halve finales van zowel de 50 als de 100 meter vrije slag en de 50 meter vlinderslag, daarnaast werd hij uitgeschakeld in de series van de 100 meter vlinderslag. Op de 4x50 meter wisselslag strandde hij samen met Chris Christensen, Morten Klarskov en Daniel Skaaning in de series.

## Internationale toernooien
| Jaar | Olympische Spelen                                           | WK langebaan                                                                      | WK kortebaan | EK langebaan | EK kortebaan |
| ---- | ----------------------------------------------------------- | --------------------------------------------------------------------------------- | --- | --- | --- |
| 2003 |                                                             | geen deelname                                                                     | | | 52e 50m vrije slag 58e 100m vrije slag 15e 50m vlinderslag 27e 100m vlinderslag                                         |
| 2004 | geen deelname                                               |                                                                                   | 17e 50m vrije slag 16e 100m vrije slag 13e 50m vlinderslag 14e 100m vlinderslag                                           | 32e 50m vrije slag 8e 50m vlinderslag 22e 100m vlinderslag                                                                | 41e 50m vrije slag 34e 100m vrije slag 6e 50m vlinderslag 12e 100m vlinderslag 9e 4x50m wisselslag                      |
| 2005 |                                                             | 37e 100m vrije slag 14e 50m vlinderslag 26e 100m vlinderslag                      | | | 15e 50m vrije slag 14e 100m vrije slag 17e 200m vrije slag 16e 50m vlinderslag 22e 100m vlinderslag                     |
| 2006 |                                                             |                                                                                   | 14e 50m vrije slag 13e 100m vrije slag 30e 200m vrije slag 15e 50m vlinderslag 19e 100m vlinderslag 10e 4x200m vrije slag | 27e 50m vrije slag · 15e 100m vrije slag · 50m vlinderslag · 16e 100m vlinderslag                                         | 18e 50m vrije slag 16e 100m vrije slag 32e 200m vrije slag 16e 50m vlinderslag 16e 100m vlinderslag                     |
| 2007 |                                                             | 29e 50m vrije slag · 24e 100m vrije slag · 50m vlinderslag · 29e 100m vlinderslag | | | 11e 50m vrije slag '6e 100m vrije slag 6e 50m vlinderslag 16e 100m vlinderslag                                          |
| 2008 | 33e 50m vrije slag 27e 100m vrije slag 19e 100m vlinderslag |                                                                                   | geen deelname | 15e 50m vrije slag 24e 100m vrije slag 5e 50m vlinderslag 25e 100m vlinderslag 6e 4x200m vrije slag 10e 4x100m wisselslag | 10e 50m vrije slag 8e 100m vrije slag 11e 50m vlinderslag 14e 100m vlinderslag 12e 4x50m vrije slag 9e 4x50m wisselslag |
| 2009 |                                                             | 41e 100m vrije slag 4e 50m vlinderslag 34e 100m vlinderslag                       | | | 11e 50m vrije slag 15e 100m vrije slag 9e 50m vlinderslag 25e 100m vlinderslag 10e 4x50m wisselslag                     |
| 2010 |                                                             |                                                                                   | geen deelname | 23e 50m vrije slag 23e 100m vrije slag 7e 50m vlinderslag 19e 100m vlinderslag                                            | geen deelname |
| 2011 |                                                             | geen deelname                                                                     | | | 13e 50m vrije slag 15e 100m vrije slag 17e 50m vlinderslag 38e 100m vlinderslag 17e 4x50m wisselslag                    |

## Persoonlijke records
Bijgewerkt tot en met 13 december 2009

### Kortebaan
| Afstand          | Tijd  | Datum            | Plaats    |
| ---------------- | ----- | ---------------- | --------- |
| 50m vrije slag   | 21,26 | 13 december 2009 | Istanboel |
| 100m vrije slag  | 47,44 | 14 december 2007 | Debrecen  |
| 50m vlinderslag  | 22,79 | 13 december 2009 | Istanboel |
| 100m vlinderslag | 51,57 | 11 december 2008 | Rijeka    |

### Langebaan
| Afstand          | Tijd  | Datum         | Plaats  |
| ---------------- | ----- | ------------- | ------- |
| 50m vrije slag   | 22,36 | 11 april 2009 | Esbjerg |
| 100m vrije slag  | 49,06 | 7 juli 2007   | Aarhus  |
| 50m vlinderslag  | 22,93 | 27 juli 2009  | Rome    |
| 100m vlinderslag | 52,09 | 10 april 2009 | Esbjerg |